# Limor Livnat
Limor Livnat (Hebreeuws: לימור לבנת) (Haifa, 22 september 1950) is een Israëlische politica van de Likoed.
Livnat had van 1992 tot 2015 zitting in de Knesset. In het kabinet-Netanyahu I (1996-1999) was ze minister van Communicatie, in de kabinetten Sharon I (2001-2003) en Sharon II (2003-2006) minister van Onderwijs, en minister van Cultuur en Sport in de kabinetten Netanyahu II (2009-2013) en Netanyahu III (2013-2015).
Ze behoort tot de conservatieve rechtervleugel van de Likoed en is een aanhangster van het revisionistisch zionisme. Ze keerde zich dan ook tegen de Oslo-akkoorden en stond negatief tegenover een verminderde controle op de Westelijke Jordaanoever maar toonde geen verzet bij het opgeven van de Gazastrook in 2005. Ook is ze kritisch over de Routekaart naar Vrede. Voorts woont ze bijeenkomsten bij waarbij voormalige militante strijdgroepen zoals de Irgoen en Lechi worden herdacht.
Livnat woont in Tel Aviv, is getrouwd en heeft twee kinderen. Een bijzonderheid is dat zij het enige lid van de 19e Knesset was dat geen middelbaar onderwijs had genoten.